# Panem et circenses
Panem et circenses (em português "Pão e circo", ou ainda "pão e jogos") é uma frase metonímica que se refere a apaziguamento superficial. É atribuída a Juvenal (Sátiras, Sátira X), um poeta romano ativo no final do primeiro e início do segundo século da Era Cristã, e é usada comumente em contextos culturais, particularmente políticos.
Até metade do século XX, pesquisadores e historiadores acreditavam que essa política havia sido criada como uma medida de manipulação de massas, onde a aristocracia incentivava a plebe de certa forma ficar desinteressada em política e dar atenção somente para prazeres como a comida, através do pão, e o divertimento, retratado pelo circo.
No entanto, tal visão pode ser considerada elitista e inverossímil, pois os historiadores ao estudar tal assunto se prendiam muito a documentos produzidos pela aristocracia romana, os quais tinham uma visão pejorativa da plebe. Desse modo, a partir da segunda metade do século XX alguns historiadores e arqueólogos começaram a buscar e descobrir mais informações sobre tal camada e a real influência do pão e circo sobre a plebe.
Com base nessas novas informações, foi possível entender um pouco da política em relação à população romana, desenvolvendo um novo conceito e simultaneamente desconstruindo o antigo. Assim, o entendimento de tal política se torna de vital importância para que a história do Pão e Circo seja entendida como um todo e não somente a partir de uma única visão.

## O surgimento da expressão “Pão e Circo”
Os historiadores acreditam que a expressão “Pão e Circo” foi usada pela primeira vez durante a administração Caio Graco pelo poeta satírico Juvenal, em suas Sátiras. Nascido em uma família de aristocratas, suas obras além de imbuídas de fortes valores morais, demonstram certa aversão para com a plebe romana. Uma teoria alega que a causa desse repudio seja a pobreza que acometeu Juvenal em sua velhice tendo que se tornar um cliente, algo visto como um estatuto de inferioridade pela aristocracia romana. Juvenal descreve a plebe como viciada, apática e dependente do pão e do circo dado pelo Império Romano, por esse motivo alguns historiadores acabaram utilizando dessa expressão para designar o controle da plebe pelos imperadores feito através do pão (distribuição do trigo) e do circo (espetáculos).

## Do passado ao presente: A mudança da visão sobre a política do “Pão e Circo”
A historiografia, principalmente do século XIX e início do XX, acreditava que a plebe romana era sustentada pelo pão distribuído pelo Estado e divertida pelos jogos de gladiadores apresentados nos anfiteatros. Jérôme Carcopino, em sua obra A vida cotidiana: Roma no apogeu do Império argumenta que a plebe romana era controlada por meio de lazeres e diversão, para que assim não tivesse tempo livre para pensar em revoltas contra os Imperadores. Essa foi a principal ideia aceita pelos historiadores, que utilizavam como fontes discursos e obras escritas pela elite romana, que carregavam uma visão bastante pejorativa sobre as pessoas pobres. Carcopino afirma que, por ter muito tempo livre e por ser ociosa, a plebe poderia revoltar-se contra o governo, e para que isso não ocorresse era necessário criar políticas, como a do pão e circo, para mantê-la sob controle. Sem vontade própria, a plebe seria despolitizada, menosprezando a terra em que trabalhava. Além de ter tendência à agressividade, sendo vista como sanguinária, afirmando que elas gostavam e apoiavam as lutas de gladiadores, essas pessoas, por não terem nada para fazer durante o dia, utilizavam do anfiteatro para festejarem e ocuparem seu tempo, nos anfiteatros as lutas de gladiadores serviam para entreter a população, em geral esses gladiadores eram pobres, escravos e bandidos e, ao participar dos jogos de luta, aceitavam o risco de perder a própria vida para que a população se divertisse. Mas alguns historiadores do século XXI discordam dessa interpretação, pois para eles os anfiteatros também eram utilizados para o Imperador e o povo se confrontarem e defenderem as suas necessidades. Dessa forma, a elite seria responsável pela política do pão e circo, pensada no intuito de coibir possíveis revoltas. Entre os historiadores dessa vertente interpretativa, encontram-se Theodor Mommsen, Julius Friedländer, Montesquieu, Jérome Carcopino, Jean Noël Robert, Howard Scullard e Pedro Paulo Funari.
A historiografia da segunda metade do século XX e do XXI acredita que a plebe romana não era apática e ociosa, pois a espórtula - doação em dinheiro fornecida pela aristocracia romana- e o trigo que eram fornecidos pelo Estado eram insuficientes para o sustento da vida de uma família romana, que lidava com aluguéis, vestuários, óleos para banho, entre outras necessidades, fazendo com que o trabalho fosse necessário para os pobres. O fato de usufruírem do “pão e do circo” não eliminava o descontentamento dos pobres, apenas diminuíam, ou seja, a plebe exigia melhorias, mesmo com a “política” do pão e circo.
Além disso, os beneficiados pelo fornecimento de trigo eram minoria da população, pois, para receber esse benefício, era necessário ser cidadão romano e morar em Roma. Assim, estimasse que o trigo era distribuído a algo em torno de 0,5% da população total do Império Romano e em quantidade insuficiente, cerca de 21 litros de trigo, para suprir as necessidades alimentares de uma família. Outro ponto era que, para moer o grão de trigo e assar o pão, era necessário ir até uma padaria, pois nas ínsulas em que moravam não havia cozinha por causa do alto risco de incêndio. Não obstante, os lugares onde eram realizadas as festas e os espetáculos não dispunham de lugares suficientes para atender toda a plebe romana, que crescia conforme a expansão romana, ou seja, nem todos podiam frequentar os lugares onde era praticado o “circo”. A capacidade do Coliseu era de 50.000 pessoas e do Circo Máximo era de 250.000 pessoas, e os espetáculos não ocorriam de forma constante. Porém existiam outros espaços utilizados pelo povo romano, estes espaços também eram utilizados para a sociabilidade romana como os teatros e as termas romanas.

## Evergetismo e o Pão e Circo

### Evergetismo
A palavra evergetismo possui muitos significados e distintas aplicações, a utilização de tal termo se desenvolveu no período da Grécia Helenística. O evergetismo pode ser definido como uma prática de doação, ou seja, pessoas que ocupavam altos cargos, tais como políticos e aristocratas financiavam obras ou até mesmo davam quantias em dinheiro para beneficiar as pessoas e a cidade. Ao invés de ser denominado de doação o termo correto utilizado na época era evergesia. Era de se esperar de um evérgeta (pessoa que faz o ato da evergesia), que esse também arcasse com as despesas públicas.
O ato do evergetismo pode ser dividido em duas partes: o evergetismo livre, onde um cidadão, mesmo fora de seu cargo ou posição política e que possuísse recursos para exercer uma evergesia, fizesse por uma livre espontânea vontade, por isso é denominado de evergetismo “livre”. Em contrapartida existia o evergetismo ob honorem que, por sua vez, era praticado principalmente em épocas de eleições políticas, ou seja, para que a população votasse em tal candidato ele praticava algum tipo de evergesia dentre as citadas acima se tornando assim uma obrigação do candidato e do eleito fazerem tais evergesias.
O motivo das evergesias e porque elas eram exercidas vai além de uma simples concorrência ou um comprometimento com sua função política. Segundo Paul Marie Veyne, ao citar aristóteles, o evergetismo ocorre por uma magnificência que seria uma “manifestação da virtude ética”, onde o homem como ser humano possui uma ética e dentro dela está incluso magnificência, uma noção de coletivo ligado à religiosidade sempre homenageando deuses, algo muito recorrente na Roma antiga.
Partindo de uma análise histórica feita por Paul Veyne, autor do livro “Pão e Circo”, podemos entender sua opinião sobre a política do Pão e Circo e a relação com o evergetismo. Segundo o autor, o Pão e Circo era considerado uma política de manipulação de massas, afinal Roma havia acabado de chegar ao fim de uma série de guerras civis e com isso a instauração de uma monarquia autoritária, ou seja, a população estava exausta devido as guerras e o autoritarismo do regime político fez com que a população desanimasse, pois o fato de ser uma monarquia autoritária faz com que não haja espaço para a plebe na política. Diante dessa situação, as camadas populares se abstém do voto político e passam a trocá-lo por um ingresso do circo, ou seja, o circo passa a frente da política pois o cenário era desfavorável a popu lação(plebe) no âmbito político, fazendo com que se deixassem levar pelo circo e pelo evergetismo, pois o circo dependia do evergetismo para acontecer. Ocorrendo assim, o que o autor chama de apolitismo, ou seja, quando há uma abstenção do desejo político do homem pelo prazer devido a situação em que se encontra. Ainda no mesmo capítulo cujo título é “Panem et circenses”, Veyne enfatiza o fato de ser uma política manipuladora devido as formas de governo que estão no poder. O primeiro ideal seria uma política extremamente autoritária onde os governados fossem reprimidos em diversas áreas, tendo em vista proteger uma ideologia que favorecesse os dirigentes para que esses possam estabelecer medidas que não pudessem ser criticadas pela plebe, com o auxílio do circo e do evergetismo, a população iria perceber que eles podiam ter espaços fora da política, os afastando cada vez mais de tal. O segundo meio de doutrinação seria um controle juntamente com uma disciplina do povo quando necessário e quando não, os chefes demonstrariam interesses com a população mostrando-se preocupados com o circo e prazeres populares-tal medida foi usada pela oligarquia republicana. A terceira e última tem uma relação direta com o apolitismo, onde o rei (monarca) fazia com que a população se sentisse confortável e que o povo realizasse seus prazeres sem serem interferidos até certo ponto, ou seja, não havia uma negação do prazer ou do circo, o rei somente deixa a população na ignorância para que fosse fácil governar sem revoltas, tal medida fora utilizada durante o Império.

### O trigo financiado pelo Estado
Para o entendimento do trigo e de sua importância na sociedade romana deve ser feito uma análise do período histórico e como funcionam algumas medidas políticas.Cada cidadão romano devia obedecer uma hierarquia oficial, onde todos possuem um papel para desempenhar, aos aristocratas e políticos por exemplo deviam arcar com despesas fiscais e militares, enquanto que a plebe por não possuir tais condições financeiras pagava uma quantia bem menor. No entanto a partir de 167 a.C a expansão territorial imperial faz com que os erários(aristocracia e políticos), usufruíssem de tal sendo isentos de tais responsabilidades. Diante de tal situação, a plebe protesta contra a falta de benefícios pela expansão, assim, em 123 a.C o Estado diminui o preço do trigo em forma de tentar satisfazer a plebe, insatisfeitos, pois percebiam que era algo injusto somente a aristocracia e políticos se beneficiarem com a expansão, a insatisfação e protestos culminam na Lei Cláudia instituída no ano 59 a.C, onde todos os cidadãos romanos, que possuísse uma residência em Roma – desde a aristocracia até a plebe – poderiam ser beneficiados com a distribuição de trigo gratuito pelo Estado. No entanto, nem todos os cidadãos iriam receber o trigo, devido ao alto contingente populacional. Desse modo, era feito um sorteio onde plebeus eram selecionados e que, após suas mortes iriam ocorrer novos sorteios, ou seja, era como uma vaga em aberto. Assim, havia outras formas de conseguir o trigo gratuito, tais como: sendo um bom soldado ou um instrumentista que servisse o império e até mesmo a compra de um ticket (tésseras frumentárias) que permitia a obtenção desse privilégio.
O trigo era o alimento de primeira necessidade já que dele se originaria o pão, um dos alimentos mais vitais daquela época. Por ser considerada uma obrigação dos políticos garantir o trigo ao cidadão romano, eram feitos acordos com agricultores de Roma e tiranos de cidades próximas para obtenção do trigo necessário. No entanto em algumas situações não era possível obter uma quantidade de trigo que fosse suficiente para todos, entrando em cena o papel do edil que, por sua vez, deveria fazer uma evergesia, comprar o trigo e distribuir à plebe, sendo reconhecido por tal.
Um último fato a ressaltar sobre o trigo e que se pode analisar no texto do historiador Fabio Faversani é a ideia que muitos historiadores até a metade do século XX viam o trigo dentro da política do pão e circo como um elemento de ociosidade da população,uma visão que passou a ser muito questionada por historiadores e arqueólogos,pois a quantia de trigo oferecida pelo estado (21 litros aproximadamente), mal alimentava uma família, ou seja era necessário que se trabalhasse para conseguir uma alimentação que no mínimo desse para sobreviver. Para ser transformado em pão eram necessários fornos que não podiam estar nas ínsulas (prédios de madeira onde a plebe residia), afinal poderia ocasionar um incêndio. Por último e mais importante, o trigo era um direito de todo cidadão romano independente de sua classe social, assim pessoas de classes com condições de comprar o trigo poderiam ser beneficiadas e receber essa quantia do Estado de graça bastava ser sorteado(a), ocasionando um outro problema,  pois toda a população concorria a tal direito e somente uma parcela da população recebia-o trigo desde a plebe até a aristocracia.
Concluindo, a mística que envolve o trigo e o pão veem sendo desconstruída e uma nova ideia está surgindo, a que o Pão em sua parte não foi um fator de dominação de massa e muito menos de ociosidade por parte da plebe.

## O Anfiteatro

### O circo e sua relação com o Anfiteatro
O mais antigo dos anfiteatro começou a ser construído em Roma no ano 29 a.C., passou por diversas catástrofes e teve de ser reconstruído várias vezes, somente a partir de 80 d. C. conseguiu manter-se inabalável, apenas com alguns arranhões que não danificam seu esplendor. É o Anfiteatro Flaviano(sua última reforma deve-se a dinastia Flaviana), hoje conhecido como Coliseu (legado da Idade Média).
Os primeiros jogos de gladiadores em Roma, ocorreram por volta de 264 a.C. e faziam parte de um ritual funerário que tinha uma ligação direta com o sagrado. Durante a República os combates de gladiadores eram pouco frequentes, sendo no Império o momento de sua maior recorrência.
Nas visões historiográficas do século XIX, os espetáculos tinham como função principal entreter o povo visto como uma massa ociosa, com fim de impedir conflitos e revoltas, mantendo assim a ordem do Império. A partir de visões mais modernas como a de Veyne, é construído um novo significado para a arena, tornando-a um local de reivindicações políticas.
Com a historiografia moderna torna-se necessário refletir o contexto cultural dos combates, partindo do princípio de que a sociedade romana estava imersa em uma cultura particular, onde a violência como espetáculo era parte do cotidiano do povo romano. O anfiteatro era um espaço onde o povo confrontava-se com o Imperador.
A violência expressada nos combates de gladiadores era uma maneira do Imperador constituir sua soberania política, sendo assim reconhecida e justificada como forma de controle social sob o povo romano. Os combates funcionavam como meio de instituir e manter a ordem, onde a violência apresentada era totalmente justificada por Roma ser um “Estado guerreiro”, portanto o que acontecia nas arenas era um reflexo de sua bravura e força. A população de forma geral apreciava e frequentava os espetáculos que aconteciam com frequência e gratuitamente. Na arena eram retratados valores romanos importantes e admiráveis como: virtude, coragem, disciplina, etc. Desta forma os combates não eram questionados e sim louvados como principal fonte de transmissão de ensinamentos e virtudes romanas, sendo tidos como necessários para o bom funcionamento da sociedade,onde a ideia de controle tornava a violência justificável. 
Os jogos, sobretudo as batalhas gladiatórias eram “patrocinados” por uma aristocracia romana, que através de tal feito conseguia elevar seu status.A hierarquia social era bastante comum na Roma antiga e isso também era evidenciado nas arquibancadas dos anfiteatros que eram construídas com fim de diferenciar as camadas sociais. Os anfiteatros e as arenas empregavam uma grande quantidade de pessoas, pois era necessário manter o bom funcionamento das lutas de gladiadores, entre os empregados encontravam-se os lanistae, os doctores, os guardas, os porteiros, entre outros.
O anfiteatro também era considerado uma ferramenta de Romanização, ou seja, lugar de transmissão de valores e costumes referentes a sociedade romana, com grande poder identitário e civilizador que estabelecia a violência como um modelo romano Universal a ser respeitado no Império.
No início em sua maioria os gladiadores eram escravos ou prisioneiros de guerra, porém no Império muitos eram cavaleiros ou senadores da alta classe que se disponibilizavam na gladiatura, os auctorati. Também existem indícios da presença de mulheres nas arenas até meados do século II a.C., as quais proporcionavam grandes espetáculos de gladiatura. Pouco se conhece a respeito de quem foram os gladiadores romanos em sua singularidade, isso se deve ao fato de geralmente serem citados como participantes de um determinado grupo ainda pouco estudado. Registros de lápides em Pompéia revelam que grande parte dos gladiadores falecia com idade avançada, dado que questiona a ideia concebida por muitos estudiosos de que as batalhas eram espetáculos sanguinários onde a morte era inevitável.
Os gladiadores tinham suas habilidades testadas e conforme as aptidões físicas pertenciam a "armas" diferentes: os samnitas empunhavam o escudo e a espada, os trácios que possuem o escudo circular e o punhal. Na arena mediam forças com as feras (caçadas) ou matavam um ao outro (duelos). As caçadas podiam ser duelos travados somente entre feras: urso contra búfalo, búfalo contra elefante, elefante contra rinoceronte. Haviam as caçadas das quais os homens ficavam protegidos por grades e disparavam flechas nos animais indefesos. Ou havia as mais emocionantes, nas quais homens enfrentavam touros, ursos, leões, leopardos, panteras e tigres, muitas vezes sem armas, tinham que escalar muros ou saltar com varas para evitar o ataque das feras. O número de mortes de animais podia chegar a 5 mil em apenas um feriado.
Existiam também as Execuções, combates onde criminosos ou inimigos do Estado que foram condenados a morte eram lançados nas arenas sem armamento ou proteção, tendo que lutar com feras ou gladiadores armados.
Na véspera da luta era fornecido aos gladiadores um vasto banquete. No dia seguinte eram conduzidos em um desfile no anfiteatro, percorriam toda a arena em ordem militar. Saudavam o Imperador e as autoridades presentes, logo após acontecia a distribuição de armas. Ao som das trombetas era dado o início do combate e assim como no circo a plateia escolhia seu gladiador. Na queda de um lutador logo lhe era verificada a morte batendo-lhe um martelo na testa, em caso de óbito o corpo era levado por uma maca e retirado da arena. Cabia ao povo muitas vezes a decisão de deixar ou não um gladiador sobreviver, se o considerasse merecedor da vida e gritavam "perdoa-o", então o imperador acatava seu desejo erguendo o polegar, caso contrário o povo gritava "degola" e o imperador invertia o polegar, dando ao gladiador seu golpe de misericórdia.
Na maior parte das vezes, o gladiador atingia prestígio, fama e fortuna, tornando-se o herói de Roma. A sociedade romana apreciava e louvava a conduta de tais combatentes, tomando-os como exemplo de figura humana, como um ser que não teme a morte.